# Warin de Dommartin
Warin de Dommartin, Wary ou Warry, était le 80e évêque de Verdun, de 1500 à 1508, abbé de Gorze (1487-1508) et prieur commendateur de Lièpvre. Il était également religieux bénédictin de Saint-Èvre de Toul, prieur de Varangéville, de Dammarie-sur-Saulx et de Châtenois, ami et protégé du cardinal Julien, neveu du pape Sixte IV.

## Biographie
La contribution de Warin de Dommartin à l'achèvement gothique de la cathédrale Saint-Étienne de Toul est attestée par la présence de son blason sur le massif occidental. On installa ce blason dans la construction le mardi 14 juillet 1500. Il remit le 16 avril 1502 le prieuré de Lièpvre entre les mains du pape Alexandre VI (1492–1503) qui confia par la suite les couvents de Lièpvre et de Saint-Hippolyte à la collégiale Saint-Georges de Nancy. Peu avant son règne et à la mort du dernier des prieurs en 1496, Guillaume, comte de Thierstein adressa en 1498 à Louis Hagueneck, bailli de Sainte-Croix-aux-Mines, une lettre l'invitant à rétablir au couvent de Lièpvre le fils naturel de son frère, Oswald de Thierstein, que celui-ci avait chassé en 1486 pour le remplacer par Jean Joffried après qu'il eut livré le prieuré au pillage. Warin de Dommartin eut à examiner la plainte de Guillaume. Cette lettre de Guillaume se trouve aux Archives de Colmar.

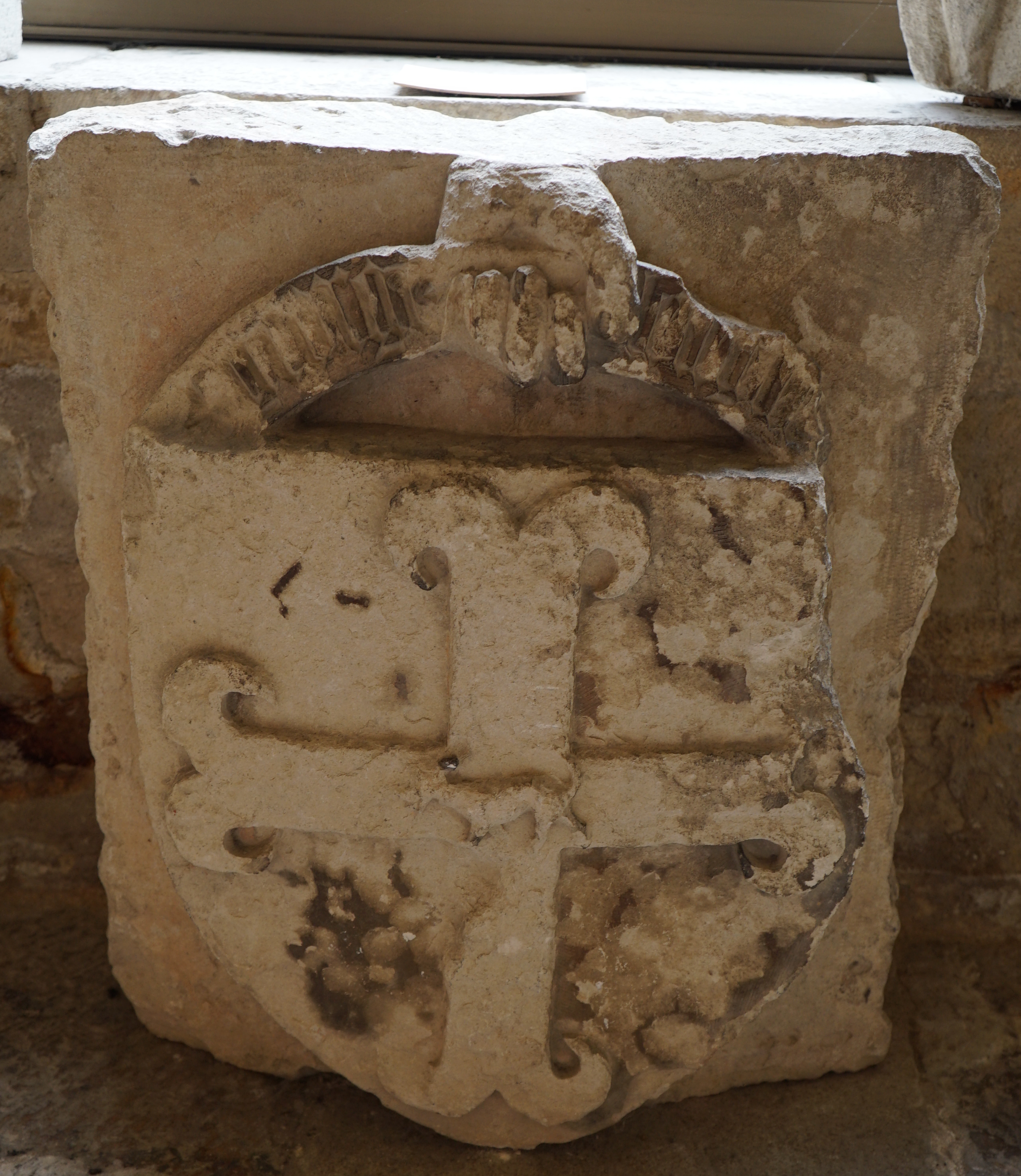
Son blason provenant de la façade de la cathédrale de Toul.